# Swaziacris burtti
Swaziacris burtti är en insektsart som beskrevs av Vitaly Michailovitsh Dirsh 1953. Swaziacris burtti ingår i släktet Swaziacris och familjen Lentulidae. Inga underarter finns listade i Catalogue of Life.